# Searcy County
Searcy County is een county in de Amerikaanse staat Arkansas.
De county heeft een landoppervlakte van 1.728 km² en telt 8.261 inwoners (volkstelling 2000). De hoofdplaats is Marshall.